# Çamardı
Çamardı là một huyện thuộc tỉnh Niğde, Thổ Nhĩ Kỳ. Huyện có diện tích 1273 km² và dân số thời điểm năm 2007 là 15293 người, mật độ 12 người/km².